# 鈴木悠介 (陸上選手)
鈴木 悠介（すずき ゆうすけ、1991年7月2日 - ）は、日本の元陸上競技選手。専門は長距離走。神奈川県平塚市出身。藤沢翔陵高等学校、日本体育大学卒業。現在の所属はJR東日本ランニングチーム。

## 略歴
幼い頃から運動が大好きで毎日のように友人と走っていた。平塚市立中原中学校を卒業後、運動が活発な藤沢翔陵高等学校に入学し、同校の陸上競技部に所属する。
高校卒業後は日本体育大学体育学部体育学科に進学。2013年1月の第89回東京箱根間往復大学駅伝競走に出場し、山下り第6区を担当。59分33秒で区間7位だった。追う東洋大学市川に17秒詰められたものの、首位の座を譲らず、7区高田に襷を渡した。当時3年ながら主将を務め、山登り5区を走り区間賞と金栗四三杯を獲得した服部翔大や、往路のエース区間2区を走った本田匠、復路のエース区間9区を走った矢野圭吾ら同学年の選手とともに、日本体育大学30年振りの10回目の優勝に貢献した。
翌2014年の第90回東京箱根間往復大学駅伝競走でも前年に引き続き6区を担当。58分51秒という記録で前年を上回る好走を見せ区間2位。日本体育大学は総合3位となった。同年4月にJR東日本に入社。JR東日本入社2年後の2016年に現役を引退する。

## 自己ベスト
- 5000m 公認:14分10秒38
- 10000m 公認：29分01秒80
- ハーフマラソン公認：1時間03分55秒[3]